# Брюммер, Константин Фёдорович
 Константин Фёдорович (Адам Константин Пауль) фон Брюммер (5 декабря 1856 — 11 июля 1930, Париж, Франция) — генерал-лейтенант.

## Биография
Происходил из дворян Эстляндской губернии. Сын вице-адмирала Фёдора Яковлевича и Екатерины Платоновны урождённой Ламбер-д’Ансе. Воспитывался во 2-й Петербургской военной гимназии. В 1874 году поступил на службу юнкером в школу. 10 июня 1877 года произведён в корнеты Кавалергардского полка.
В 1881 году прикомандирован в 1-й военно-телеграфный парк. В 1882 году произведён в поручики и 14 июля зачислен в постоянный состав Офицерской кавалерийской школы. В 1883 году причислен в переменный состав школы, для прохождения курса инструкторов верховой езды. В 1885 году окончил этот курс первым, записан на мраморной доске и назначен младшим учителем верховой езды.
В 1888 году произведён в штабс-ротмистры. 21 октября 1889 года отчислен обратно в свой полк. В феврале 1890 года был заведующим охотничьей командой, а с октября по декабрь заведовал полковой учебной командой. В 1892 году произведён в ротмистры. Кавалерист-спортсмен, неоднократно принимал участие в скачках и брал призы.
20 июля назначен адъютантом к Великому князю Николаю Александровичу. В 1898 году произведён в полковники. С 1896 по 1899 год состоял почетным мировым судьей по Могилевскому уезду Подольской губернии. В 1899 году прикомандирован к лейб-гвардейскому Конно-гренадерскому полку для командования 6-м эскадроном.
В 1900 году откомандирован к месту служения. 4 февраля 1904 года уволен со службы по домашним обстоятельствам, а 18 апреля того же года вновь определён на службу и на ту же должность, с зачислением по армейской кавалерии. В 1906 году произведён в генерал-майоры, с назначением состоять при Великом князе Николае Михайловиче.
14 апреля 1913 года за отличие произведён в генерал-лейтенанты. С 28 июля 1914 года состоял в распоряжении командующего армиями Юго-Западного фронта. 19 апреля 1917 года уволен от службы за болезнью с мундиром и пенсией. В 1918 в Петрограде был взят в заложники, но освобождён.
После революции эмигрировал во Францию. Работал сторожем в Париже. На дежурстве упал и разбил голову. Доставлен в больницу Неккер, где и скончался 11 июля 1930 года. Отпевание и похороны состоялись 19 июля.

## Семья
Супруги:
- Елизавета Ивановна (1867—1896), дочь капитана гвардии И. Ф. Белоусовича;
- фрейлина Ольга Максимилиановна (1874 — ?), дочь почетного опекуна барона М. А. Остен-Сакена.

Дети:
- от 1-го брака — Наталья (1.04.1890 — ?),
- от 2-го брака — Фёдор (23.02.1902 — 1941), лейтенант германской армии (с 1938 года), погиб на Восточном фронте[2].

## Награды
Российские награды:
- Орден Святой Анны 3-й степени (1885)
- Орден Святого Станислава 2-й степени (1894)
- Орден Святой Анны 2-й степени (1896)
- Орден Святого Владимира 4-й степени (1900)
- Орден Святого Владимира 3-й степени (1903)
- Орден Святого Станислава 1-й степени (1909)
- Орден Святой Анны 1-й степени (1912)
- Орден Святого Владимира 2-й степени (1914)

Иностранные награды:
- почётный крест мекленбург-шверинского ордена Грифона (1896)
- кавалерский крест французского ордена Почётного легиона (1898)
- черногорский орден князя Даниила I 4-й степени (1900)
- бухарский орден Золотой Звезды 3-й степени (1900)
- командорский крест 2-го класса баденского ордена Церингенского льва (1900).